# چنین گفت زرتشت
چنین گفت زرتشت (به آلمانی: Also sprach Zarathustra) یک داستان فلسفی و شاعرانه است که فریدریش نیچه، فیلسوف و شاعر آلمانی, آن را طی سال‌های ۱۸۸۳ تا ۱۸۸۵ نگاشته است. شخصیت اصلی این رمان فلسفی شخصی به نام «زرتشت» است که نامش از زرتشت پیامبر ایرانی گرفته شده است.‏‏ نیچه در این کتاب عقاید خود را از زبان این شخصیت بیان داشته است.

## دربارهٔ کتاب
این کتاب که مهم‌ترین اثر نیچه است حاوی نظریاتی چون «ابرانسان»، «مرگ خدا» و «بازگشت جاودانه» به کامل‌ترین صورت و مثبت‌ترین معنی خود است. زرتشت پس از ده سال عزلت در کوه‌های آلپ احساس می‌کند که می‌خواهد شهد خرد خویش را به انسان‌ها بچشاند، پس به شهر فرود می‌آید؛ اما مردم به صدای برخاسته از الهام گوش نمی‌دهند، زیرا جز به کف زدن برای بندبازی‌های یک بندباز توجه ندارند و به سخنان او که آن‌ها آن را نمی‌فهمند, می‌خندند. پس زرتشت باید حواریونی برای خود برگزیند که بتواند «گفتارهای» خویش را که تحقیر آرمان‌های کهن است و به سبک کتاب‌های مقدس کهن چون اوستا و انجیل می‌باشد، برای آن‌ها بیان کند. نخستین گفتار, تمثیلی است با عنوان «سه دگردیسی» که در آن می‌توان چگونگی تحول روح انسانی را درک کرد، از اطاعت که با نماد شتر نشان داده می‌شود گرفته تا نفی شدید که با نماد شیر مجسم می‌شود، و تصدیق محض که کودک تجسم آن است. در گفتارهای بعدی به موضوعات بسیار متنوعی پرداخته می‌شود: نویسنده با ضعف نفس آدم‌های کم‌مایه‌ای که به رخوت آرام اخلاق پناه می‌برند؛ با متافیزیک، که جهان را با موعظه تجرید بی‌اعتبار می‌کند؛ با جمود کتابی فرهنگی که بیش از حد در خود فرورفته است؛ با ریاضت‌کشی که انسان را به فکر مرگ می‌اندازد؛ با کیش دولت‌پرستی که انسان‌ها را با تبدیل آن‌ها به بردگان دستگاهی غیرشخصی خفه می‌کند؛ و سرانجام با ابتذال اندیشه به مبارزه برمی‌خیزد. گفتارهای دیگر برعکس، حاوی تصدیقاتی تهییج‌کننده هستند: یکی جنگ را به مثابه محرک انرژی انسان‌ها می‌ستاید؛ دیگری در دوگانگی شخصیت که ثمره عزلت و تأمل است زیباترین صورت دوستی را مشاهده می‌کند؛ دیگری در مقابل ارزش‌های مجرد، ارزش زندگی را می‌نشاند که غایت خود را در خود دارد؛ و سرانجام در آخرین گفتار، آن سخاوتمندی وافر، فضیلت سالم را که دوست دارد به خود ببخشد تعلیم می‌دهد.
زردشت بار دیگر به عزلت کوهستان بازمی‌گردد؛ پس از «ماه‌ها و سال‌ها» وعظ خویش را در مخالفت با «ایدئالیست‌ها» از سر می‌گیرد: زندگی باید پیروز شود و انسان با پیروزی بر خویش باید خود را از غریزه زیانبار اطاعت خلاص کند تا به تثبیت شادمانه اراده خویش برکشیده شود. پس مجادلات تازه‌ای با کرنش‌گران ضعیف در مقابل ترس از خداوند، با نوع‌دوستان، کشیشان و پرهیزکاران، با کسانی که مساوات را موعظه می‌کنند، با دانشمندان، شاعرانی که خیالات واهی می‌آموزند و با سیاستمداران آغاز می‌شود. نیچه برخلاف این مجادلات، به صورت نوعی میان‌پرده، سه ترانه باشکوه از زردشت می‌سازد: «ترانه شبانه» که در آن سرشاری سعادت، که بی‌وقفه خواستار عطای آن است، ستایش می‌شود؛ «بالاد» که به ستایش زندگی در حالت طبیعی آن می‌پردازد؛ «ترانه سوگواری» که سرودی است در تعظیم قدرت‌طلبی. زردشت سرانجام پس از بزرگداشت خرد انسانی، به مثابه غفلت الهی، و اعتماد به زندگی، یک‌بار دیگر دوستانش را ترک می‌کند.
زردشت پس از فهم آموزه «بازگشت جاودانی»، یعنی عالی‌ترین صورت تصدیق، سومین بار خود را به انسان‌ها می‌نمایاند و این‌بار ناخودآگاهی خوشبختی را تمجید می‌کند؛ به ستایش قدرت‌های طبیعی که طغیانشان شکل خشن و شگفت‌آوری از رضایت است می‌پردازد، پیروزی بر غم را می‌ستاید و انسان‌ها را دعوت می‌کند تا خود را از ثقل خویش رها سازند؛ زیرا در طریق خرد زردشت، باید «سبک پا» بود. سرانجام «الواح نوین» ارزش‌های خود را تقریر می‌کند که به افتخار «بی‌اخلاقی» سازنده زندگی، مفاهیم کهن مبتنی بر اصل خیر و شر را زیر و زبر می‌کنند. اما زردشت اکنون دیگر به عزلت خویش بازگشته است. پس از سرگردانی دشوار در شک و تردید، به ستایش سرشاری روح خویش و زندگی می‌پردازد، و به نام شادی، ابدیت را فرامی‌خواند.
و سرانجام، آخرین بخش کتاب نوعی «وسوسه زردشت» است. او در عزلت از فریادخواهی اضطراب‌آمیزی شگفت‌زده می‌شود: پس از اینکه به جستجو برمی‌آید به هفت مخلوق، برخورد می‌کند که تجسم نمادین باقی‌ماندن ارزش‌های کهن یا چهره مبدل ارزش‌های نوین‌اند: یک غیب‌گو که تجسم بیزاری از زندگی است؛ دو شاه دلزده از دروغین بودن قدرت؛ یک «روح وسواسی» مسموم از جهل خویش؛ یک جادوگر، برده خیالات تمام‌نشدنی‌اش؛ آخرین پاپ که از زمانی که «خدا مرده است» بی‌هدف سرگردان است؛ زشت‌روترین مرد جهان که از سر بغض و کینه خدا را کشته است؛ فقیر ارادی در جستجوی سعادت زمینی. این انسان‌های برتر به نزد زردشت پناه برده‌اند. بدین‌گونه ضیافت به افتخار «ابرمرد» آغاز می‌شود؛ ابرمردی که از میان توده مردم سربرمی‌آورد و به این ترتیب به او توان تازه‌ای می‌بخشد. اما همین که زردشت دور می‌شود میهمانان او خود را در چنگال نوعی اضطراب مبهم حس می‌کنند؛ آن‌ها که نمی‌توانند بدون خدا زندگی کنند خری می‌پرستند. اما زردشت غفلتاً بازمی‌گردد و این ننگ و رسوایی را پاک می‌کند و سپس «ترانه سرمستی» واپسین تصدیق ایمان به بازگشت ابدی را سرمی‌دهد. کتاب با «روندوی زردشت» که شعر فشرده و کوتاهی است پایان می‌یابد که در آن، همانند ترانه نیمه شب، از «ابدیت ژرفِ ژرف» طلب یاری می‌شود. بدین‌گونه سرگذشت زردشت در صبحگاه درخشان پایان می‌گیرد و به زودی نوبت به ظهور حواریون حقیقی او فرا خواهد رسید.
نیچه در افسانه خود قانون «قصاص» را به کار برده است، زیرا می‌خواهد همان زردشتی که «توهم یک نظام اخلاقی در عالم را به وجود آورد» به انسان‌ها بیاموزد که خود را از اخلاق‌گرایی رهایی بخشند. دربارهٔ اسطوره «ابرمرد» هم باید گفت که این اسطوره از پاک‌ترین اعماق اندیشه نیچه برآمده است؛ در عین حال این نامی که نویسنده مدعی است از «خیابان جمع کرده است» از گوته به او رسیده است. (فاوست، اول، ۱، و منظومه مرسوم به «اهدانامه» اشعار). با همه این اوصاف، ارزش هنری زردشت در همه‌جای آن یکسان نیست.
اثر از نوعی نمادگرایی سنگین خالی نیست؛ بازی با کلمات که تا سرحد جناس‌های مبهم پیش می‌رود و فصاحتی بیش از حد دریافت مخاطب در آن دیده می‌شود. مع‌هذا به همین صورت نیز نوعی شاهکار شعری است و علی‌رغم تنوع منابع (که از انجیل تا اشعار گوته و از لوتر تا کلمات قصار اخلاقیون فرانسوی را در برمی‌گیرد) اصالتی تام را حفظ می‌کند. نیچه توانست به حق، نزد دوست خود روده (۲) به خود ببالد از اینکه با چنین گفت زردشت، زبان آلمانی را به سرحد کمال خود رسانده است.

## تأثیرات
این اثر نیچه مستقیماً الهام بخش ریشارد اشتراوس (۳) (۱۹۴۹–۱۸۶۴)، موسیقی‌دان آلمانی، گردید که در ۱۸۹۶ «پوئم سمفونیک» ی به نام چنین گفت زردشت (اپرای ۳۰) ساخت که از درخشان‌ترین آثار این نوع است.

عقایدی میان زرتشتیان و بومیان و عشایر کوه سبلان وجود دارد که این کوه محل بعثت زرتشت بوده است، که اشارهٔ نیچه به پایین آمدن زرتشت از کوه ممکن است ملهم از آن نیز باشد.

## شخصیت زرتشت
نیچه در کتاب اینک انسان (Ecce Homo) که در سال ۱۸۸۸ نگاشته شده، توضیح می‌دهد که چرا شخصیت زرتشت، پیامبر ایرانی، را به‌عنوان قهرمان کتاب خود برگزیده است:
هیچ‌گاه از من نپرسیده‌اند—آن‌گونه که باید می‌پرسیدند—که معنای دقیق نام زرتشت در زبان من، در زبان نخستین ضداخلاق‌گرا (immoralist)، چیست؛ چراکه آنچه این ایرانی را از همگان در گذشته متمایز می‌سازد، این است که او دقیقاً در نقطهٔ مقابل یک ضداخلاق‌گرا قرار داشت. زرتشت نخستین کسی بود که در ستیز میان خیر و شر، چرخه‌ی بنیادین در کارکرد امور را دید. برگردانِ اخلاق به قلمرو متافیزیک، در مقامِ نیرو، علت، و غایتِ فی‌نفسه، کارِ اوست. اما همین پرسش پاسخ خود را نیز در دل دارد: زرتشت این مهلک‌ترینِ خطاها —یعنی اخلاق— را آفرید؛ بنابراین، او خود باید نخستین کسی باشد که آن را افشا می‌کند. نه فقط به این دلیل که تجربه‌ای دیرینه‌تر و عمیق‌تر از هر اندیشمند دیگری در این زمینه دارد—در واقع، تمامی تاریخ، ردیه‌ای تجربی بر نظریهٔ «نظم اخلاقی» پنداشته‌شده در امور است—بلکه از آن مهم‌تر، به این دلیل که زرتشت صادق‌ترینِ اندیشمندان بود. تنها در آموزه‌های اوست که راستی به‌عنوان عالی‌ترین فضیلت ارج نهاده می‌شود—یعنی در نقطهٔ مقابل بزدلیِ «آرمان‌گرا» که با دیدن واقعیت پا به فرار می‌گذارد. زرتشت بیش از تمام اندیشمندان دیگر، دل و جرئت در وجود خود دارد. حقیقت را گفتن و بی‌خطا به هدف زدن: این است نخستین فضیلت ایرانی. آیا منظورم را روشن بیان کردم؟ ... غلبهٔ اخلاق بر خویش از طریق راستی، چیرگیِ اخلاق‌مدار بر خود در نقطهٔ مقابلش—در من—این است معنایی که نام زرتشت در زبان من دارد.— اینک انسان، "چرا من یک سرنوشتم"
بنابراین، «همان‌طور که خود نیچه اذعان می‌دارد، او با برگزیدن نام زرتشت به‌عنوان پیامبر فلسفه‌اش در قالبی شاعرانه، خواسته است به پیامبر آریایی اصلی، به‌عنوان شخصیتی برجسته و بنیان‌گذارِ مرحله‌ی روحانی-اخلاقی در تاریخ بشر، ادای احترام کند و در عین حال، آموزه‌های او را بر اساس دیدگاه‌های انتقادی بنیادی خود در باب اخلاق، واژگون سازد. جهان‌بینی زرتشتی اصیل، هستی را بر پایه‌ی جهان‌شمولی ارزش‌های اخلاقی تفسیر می‌کرد و کل جهان را عرصه‌ی نبرد میان دو عنصر بنیادین اخلاقی، یعنی خیر و شر، می‌دانست که در دو هیئت الهی متخاصم [اهورامزدا و اهریمن] تجسم می‌یافتند. در مقابل، زرتشتِ نیچه، ضداخلاق‌گرایی هستی‌شناختیِ (ontological immoralism) خود را مطرح می‌کند و می‌کوشد با زدودن تمامی تفاسیر و ارزیابی‌های اخلاق‌گرایانه از هستی، معصومیتِ نخستینِ موجودات را از نو اثبات و اعاده نماید.»

## چنین گفت زرتشت در زبان فارسی
شناخته‌ترین ترجمهٔ فارسی این کتاب کارِ داریوش آشوری است و توسط نشر آگاه (چ۱ ۱۳۷۵) منتشر شده است. کتاب صوتی همین ترجمه با صدای افشین یداللهی و موسیقی حمیدرضا یراقچیان نیز منتشر شده است. آشوری در دیباچهٔ این ترجمه آورده است:
کتاب‌هایی هستند که اگر کسی با آن‌ها چنان‌که باید سر کند، یعنی جان‌مایهٔ اندیشهٔ آن‌ها را زندگانی کند، نقشی ناستردنی بر روان آدمی می‌گذارند، زیرا سر و کار آن‌ها با جان آدمی‌ست. این‌گونه کتاب‌ها نه معلومات‌اند که عقل آدمی را خوراک دهند، نه ادبیات که حس و عاطفه را برانگیزانند، بلکه جان آدمی را بیدار می‌کنند و با او در سخن می‌آیند. جان آدمی برتر از عقل و احساس اوست و آن گره‌گاهی‌ست که در آن عقل و احساس با هم می‌آمیزند و به مرتبه‌ای والاتر برکشیده می‌شوند؛ و در آن مرتبه است که جانِ بیدار پدیدار می‌شود که با جهان از درِ سخن درمی‌آید و مشکل او نه چیزهای گذرای جهان و روزمرّگی زندگی، بلکه مسئلهٔ جاودانگی و بی‌کرانگی‌ست؛ راز هستی‌ست. چنین کتاب‌هایی می‌خواهند دری به روی جاودانگی و بی‌کرانگی باشند و انسان را از تنگنای جهان روزمرّهٔ احساس و کوته‌بینیِ عقل خودبنیاد برهانند. کتاب‌های مقدس چنین‌اند. کسی به جان‌مایهٔ کلام‌شان راه می‌برد که جان‌اش در پرتوِ آن کلام به روی جاودانگی و بی‌کرانگی گشوده شده باشد. چنین گفت زرتشت نیز چنین کتابی‌ست.
دیگر ترجمه‌ها.
چنین گفت زرتشت ترجمه رحیم غلامی انتشارات زرین چ۱ ۱۳۸۹
چنین گفت زرتشت ترجمه قلی خیاط انتشارات نگاه چ۱ ۱۳۹۲
ضمیمه ای بر چنین گفت زرتشت ترجمه منوچهر اسدی نشر پرسش چ۱ ۱۳۹۳
چنین گفت زرتشت ترجمه مهرداد شاهین نگارستان کتاب چ۱ ۱۳۸۹
چنین گفت زرتشت ترجمه شهلا المعی ناشر المعی چ۱ ۱۳۸۱ (از زبان فرانسه، تعداد صفحات این ترجمه ۱۴۴ صفحه است که با توجه به ترجمه‌های دیگر به نظر می‌رسد ترجمه تمام اثر نباشد)
چنین گفت زرتشت ترجمه فهیمه رحمتی انتشارات بهزاد چ۱ ۱۳۸۷
چنین گفت زرتشت ترجمه مسعود انصاری نشر جامی چ۱ ۱۳۷۷
چنین گفت زرتشت ترجمه مهرداد یوسفی نشر نیک فرجام چ ۱ ۱۳۹۸
چنین گفت زرتشت ترجمه دکتر فرزام حبیبی اصفهانی انتشارات آتیسا ۱۳۹۹